# Poličan
Poličan je druh salámu patřící do kategorie trvanlivých fermentovaných masných výrobků vyuzených studeným kouřem. Název je odvozen od místa vzniku v Polici nad Metují.

## Historie
Důvodem vzniku byl nedostatek uherského salámu. Technologický postup, který se stal podkladem pro vytvoření původní Československé státní normy, byl vyvinut v Polici nad Metují v tehdejším závodu podniku Východočeský průmysl masný. Výroba byla zahájena kolem roku 1976–1977. Na Slovensku se vyráběl pod označením Nitran.

## Současnost
Po zrušení závazných norem počátkem 90. let 20. století kvalita uzenin obecně poklesla. Poličany od některých výrobců nedosahují ani požadované kvalitativní úrovně vyplývající ze závazných předpisů. Poličan dle původní receptury z roku 1978 dodává pod značkou Poličan 1978 pod privátní značkou Horeca Select řetězec Makro.